# Internationella samiska filminstitutet
Internationella samiska filminstitutet (ISFI) (samiska: Internšunála Sámi Filbmainstituhta) är en norsk organisation, för främjandet av samisk filmverksamhet, i första hand TV-serier, dokumentärfilmer, kortfilmer och barnfilmer.
Internationella samiska filminstitutet har sitt kontor vid Buletjávri (Buletsjön) strax väster om ni Kautokeino och grundades som International Sámi Film Centre år 2007 med 1,5 miljoner norska kronor från norska staten och 300 000 norska kronor från norska Sametinget och drivs av Guovdageaidnu/Kautokeino kommun. Delägarskap av de andra ländernas sameting har diskuterats. Företagets filmproduktion stöds finansiellt av norska staten. Verksamheten är inriktad på att både sprida intresse för, producera, medfinansiera och undervisa inom samisk film internationellt. Bland annat låter man via Sámi Film Lab årligen flera främst yngre filmintresserade personer få möjlighet att lära sig, experimentera och skapa egna kortfilmer. Centret bedriver även en fortlöpande dokumentationsverksamhet omkring samisk historia, kultur och samhälle.
Ordförande i företagets styrelse är Klemet Erland Hætta. I styrelsen ingår också bland annat rektorn och samepolitikern Liisa Holmberg från Finland, regissören och dramaturgen Åsa Simma från Sverige och regissören och skådespelaren Nils Gaup från Norge. Chef är Anne Lajla Utsi. 